# Jeanne Dielman
Jeanne Dielman (Originaltitel: Jeanne Dielman, 23, quai du Commerce, 1080 Bruxelles) ist ein belgisch-französischer Spielfilm der Regisseurin und Drehbuchautorin Chantal Akerman aus dem Jahr 1975. Die Hauptrolle übernahm Delphine Seyrig. Das fast dreieinhalbstündige Drama stellt drei Tage im Leben einer verwitweten Frau und Mutter in den Mittelpunkt, die auch als Gelegenheitsprostituierte arbeitet, vor allem aber monotoner und beinahe ritualisierter Hausarbeit nachgeht. Am letzten Tag ändert sich ihr Verhalten und Leben auf eine dramatische Weise. Seit den 2010er Jahren wird der Film zunehmend als sehr bedeutsam wahrgenommen.

## Handlung
Die verwitwete Jeanne Dielman ist etwa 40 Jahre alt und lebt mit ihrem Sohn Sylvain in einer Wohnung in der Innenstadt von Brüssel. Ihr Leben besteht zu einem großen Teil aus alltäglichen Verrichtungen der Hausarbeit: Räumen, Kochen, Abwaschen, Reinigen. Sie verdient durch gelegentliche Prostitution in ihrer Wohnung Geld hinzu. Das Verhältnis von Mutter und Sohn wirkt wenig verbunden, jedoch kommt es zwei Mal zu einem kurzen, tiefergehenden Gespräch zwischen beiden.
Jeanne Dielmans Tage vergehen in immer ähnlichen Abfolgen ihrer Tätigkeiten. Ihr Leben ist geordnet und ereignislos. Veränderungen oder Unannehmlichkeiten wie verkochte Kartoffeln oder ein nicht funktionierender Briefmarkenautomat beunruhigen sie. Selbst Unterhaltung wie das Musikhören findet nur zu festen Zeiten statt. Gelegentlich geht sie für Besorgungen aus dem Haus. Am Abend speist sie gemeinsam mit ihrem Sohn. Ein gemeinsamer Spaziergang in der Dunkelheit schließt sich an.
Das Leben Jeanne Dielmans gerät am dritten Tag aus den Fugen; ihr unterlaufen Fehler in ihren routinierten Handlungen, eine innere Unruhe und Spannung wird spürbar. Während dann der Freier dieses Tages auf ihr liegt, empfindet sie großen Widerwillen und versucht mehrfach, ihn von sich zu schieben. Nachdem sie sich wieder angekleidet hat, tötet sie unvermittelt den Mann mit einer Schere, die noch auf ihrem Frisiertisch lag.
Die letzte, lange Einstellung zeigt Jeanne Dielman am Esstisch sitzend mit Blutspuren an einer Hand und an der Oberbekleidung.

## Gestaltung und Kameraführung
Chantal Akerman äußerte, der Film sei eine Reaktion auf „eine Hierarchie der Bilder“ im Kino, die einen Autounfall oder einen Kuss „höher stellt als das Abwaschen ... Und das ist kein Zufall, sondern hängt mit der Stellung der Frau in der sozialen Hierarchie zusammen ... Die Arbeit der Frau kommt aus der Unterdrückung, und was aus der Unterdrückung kommt, ist interessanter. Man muss deutlich sein, wirklich.“ Mit der Art der Kameraführung und langen Einstellungen habe sie „vermeiden [wollen], dass die Handlung an hundert Stellen geschnitten wird, um genau hinzusehen und respektvoll zu sein.“
Die Kamera ist stets auf einem unbewegten Stativ montiert, etwa in Augenhöhe einer sitzenden Person. Es werden weder Zooms noch Schwenks eingesetzt; tritt Jeanne Dielman aus dem Bild hinaus, folgt ihr die Kamera nicht. Die Blickrichtung der Kamera ist in den meisten Fällen streng im 90-Grad-Winkel waagerecht auf eine Wand gerichtet. In allen anderen Fällen – Flure, Bürgersteige, Bahnsteig – steht die Kamera mittig auf dem Laufweg und blickt parallel entlang der seitlichen Wände.

## Rezeption

### Zeitgenössische Resonanz
Jeanne Dielman wurde 1975 in der Directors’ Fortnight der Filmfestspiele von Cannes uraufgeführt. Er erhielt gemischte Resonanz. Viele kritisierten ihn als langweilige oder bedeutungslose Übung in Minimalismus, während andere seine Bilder und den Gebrauch der Zeit lobten. Der Kritiker von Le Monde Louis Marcorelles bezeichnete den Film als „das erste Meisterwerk des Weiblichen in der Geschichte des Kinos“. Der US-amerikanische Filmkritiker Jonathan Rosenbaum verteidigte die Länge und das Tempo des Films – dass er „seine Laufzeit braucht, denn sein Thema ist episch, und die Gesamtausdehnung ... schult einen darin, Schwankungen und Nuancen zu erkennen und darauf zu reagieren. Wenn  radikales Kino eines ist, das zu den Wurzeln der Erfahrung geht, dann ist dies zumindest ein Film, der zeigt, wo und wie einige dieser Wurzeln vergraben sind.“ Die US-amerikanische Filmkritikerin und Hochschullehrerin für Film B. Ruby Rich urteilte, dass „nie zuvor die Materialität der Zeit der Frau im Haus so eindringlich dargestellt wurde ... Sie erfindet eine neue Sprache, die in der Lage ist, bisher unausgesprochene Wahrheiten zu vermitteln“. In den Vereinigten Staaten wurde der Film 1983 veröffentlicht.

### Heutige Wahrnehmung
Das Lexikon des internationalen Films lobte Akermans Film als „mit eindrucksvoller Konsequenz und Strenge“ entwickeltes Porträt „einer Frau, deren Dasein leer und entindividualisiert“ sei. Die Hauptrolle sei hervorragend von Delphine Seyrig interpretiert und präge das Werk, das „sich weniger aus Handlung und Dialogen als aus dem Zwang seiner Bilder und den sich daraus ergebenden emotionalen Sogwirkungen“ erkläre.
Filmemacher wie Sofia Coppola, Gus van Sant oder Kelly Reichardt benennen Jeanne Dielman als Werk, das ihr eigenes Schaffen maßgeblich geprägt habe.
Eine BBC-Umfrage unter 368 Filmexperten aus 84 Ländern wählte Jeanne Dielman 2018 auf Platz 3 der besten Filme aller Zeiten, bei denen eine Frau Regie geführt hat (hinter Das Piano und Mittwoch zwischen 5 und 7).
Im Jahr 2022 belegte Jeanne Dielman in der alle zehn Jahre stattfindende Umfrage bei Filmkritikern der britischen Filmzeitschrift Sight & Sound zu den besten 100 Filmen aller Zeiten den ersten Platz. Es war gleichzeitig das erste Mal, dass das Werk einer Regisseurin den vordersten Platz belegte. 2012 hatte der Film auf Platz 35 gestanden. Laut Laura Mulvey, die für Sight & Sound den Begleittext schrieb, kann die große Anerkennung für Jeanne Dielman einerseits als Ausdruck für den stärker gewordenen Diskurs über Frauen- und Geschlechterrollen im Kino und als Triumph für das „Women’s cinema“ gewertet werden, andererseits als größere Wertschätzung von „Slow Cinema“-Filmen mit längerer Dauer und langsamem Erzähltempo. In einer ebenfalls durchgeführten Wahl unter 480 Regisseuren erreichte der Film einen geteilten vierten Platz.

## Auszeichnung
1975 gewann Jeanne Dielman auf dem Filmfestival von Fårö einen Preis als bester Film sowie einen Publikumspreis für Hauptdarstellerin Seyrig.

## Dokumentation
- Sami Frey: Making of de Jeanne Dielman, 23, quai du Commerce, 1080 Bruxelles, Frankreich/Belgien, 1974, 60 min., schwarz-weiß